# Тіна Мажоріно
Тіна Марі Мажоріно (англ. Albertina 'Tina' Marie Majorino; нар. 7 лютого 1985) — американська актриса.

## Кар'єра
Тіна Мажоріно досягла популярності як дитина-акторка у середині дев'яностих завдяки ролям у ряді голлівудських фільмів, серед яких «Андре» (1994), «Коли чоловік кохає жінку» (1994), «Корріна, Корріна» (1994) і «Водний світ» (1995). Також вона зіграла головну роль у телефільмі «Аліса у Дивокраї» (1999), а раніше знялася в телефільмах «Справжні жінки» з Даною Ділейні і «Розбиті серця» з Опрою Вінфрі і Еллен Баркін.
У 1999 році Тіна Мажоріно залишила акторську професію, заявивши, що у неї сталося емоційне вигорання. Через п'ять років вона повернулася на екрани з роллю у фільмі «Наполеон Динаміт», після чого протягом трьох сезонів знімалася в телесеріалі «Вероніка Марс». Після його закриття вона приєдналася до акторського складу серіалу каналу HBO «Велике кохання», де знімалася до його фіналу в 2011 році. У 2009 році вона також знялася в серіалі «В павутині закону», який був закритий після одного короткого сезону. У 2010 році вона з'явилася в кліпі «Perfect» співачки Pink. Вона була гостем в декількох епізодах серіалу «Кістки», а в 2012 році мала епізодичну роль в серіалі «Реальна кров».
У серпні 2012 року Мажоріно отримала другорядну роль інтерна Гізер Брукс в серіалі Шонди Раймс «Анатомія Грей». Персонаж Мажоріно був одним з п'яти нових інтернів у дев'ятому сезоні серіалу, а ролі інших зіграли Камілла Ладдінгтон, Гай Чарльз, Джерріка Гінтон і Тесса Феррер. На початку 2013 року Мажоріно отримала одну з головних ролей у серіалі TNT «Легенди» і не була підвищена до постійного складу «Анатомія Грей», на відміну від четвірки інших акторів, а залишилася в епізодичному статусі у десятому сезоні.

## Особисте життя
Тіна Мажоріно народилася в Уэстлейк, штат Каліфорнія і має італійське коріння, Батько Тіни –Роберт Мажоріно,  мати –Сара Блейк. Також у неї є старший брат Кевін, разом з яким вона створила рок-групу The Project AM

## Фільмографія
| Рік       | Назва                                               | Роль                          | Примітки    |
| --------- | --------------------------------------------------- | ----------------------------- | ----------- |
| 1992-1993 | Camp Wilder                                         | Sophie Wilder                 | 19 епізодів |
| 1994      | Коли чоловік кохає жінку / When a Man Loves a Woman | Jess Green                    |             |
| 1994      | Корріна, Корріна / Corrina, Corrina                 | Molly Singer                  |             |
| 1994      | Андре / Andre                                       | Toni Whitney                  |             |
| 1995      | Водний світ / Waterworld                            | Enola                         |             |
| 1996      | New York Crossing                                   |                               | телефільм   |
| 1997      | Справжні жінки / True Women                         | Young Euphemia Ashby          | телефільм   |
| 1997      | Santa Fe                                            | Crystal Thomas                |             |
| 1997      | Before Women Had Wings                              | Avocet Abigail 'Bird' Jackson | телефільм   |
| 1997      | Merry Christmas, George Bailey                      | Janie Bailey                  | телефільм   |
| 1999      | Аліса в Країні чудес / Alice in Wonderland          | Alice                         | телефільм   |
| 2004      | Наполеон Динаміт / Napoleon Dynamite                | Deb                           |             |
| 2004      | Без сліду / Without a Trace                         | Serene Barnes / Andrews       | 1 епізод    |
| 2004-2007 | Вероніка Марс / Veronica Mars                       | Cindy 'Mac' Mackenzie         | 34 епізоду  |
| 2005      | Testing Bob                                         | Allison Barrett               |             |
| 2006      | Think Tank                                          | Sal                           |             |
| 2006      | A Sharp                                             | The Daughter                  |             |
| 2006-2011 | Велика любов / Big Love                             | Heather Tuttle                | 26 епізодів |
| 2007      | What We Do Is Secret                                | Michelle                      |             |
| 2010      | In Security                                         |                               | пілот       |
| 2010      | The Deep End                                        | Addy Fisher                   | 7 епізодів  |
| 2011      | Should've Been Romeo                                | Alice                         |             |
| 2011      | Касл / Castle                                       | Reese Harlan                  | 1 епізод    |
| 2011-2012 | Кістки / Bones                                      | Special Agent Genny Shaw      | 3 епізоду   |
| 2012      | Наполеон Динаміт / Napoleon Dynamite                | Deb                           |             |
| 2012      | Справжня кров / True Blood                          | Molly                         | 6 епізодів  |
| 2012-2013 | Анатомія пристрасті / Gray's Anatomy                | Хізер Брукс                   | 26 епізодів |
| 2014      | Легенди / Legends                                   | Меггі                         |             |
| 2014      | Вероніка Марс / Veronica Mars                       | Cindy 'Mac' Mackenzie         |             |